# André Vlaanderen
André Cornelis Vlaanderen est un dessinateur et illustrateur néerlandais né à Amsterdam le 1er septembre 1881 et mort à Bruges le 5 août 1955.

## Biographie

### Amsterdam

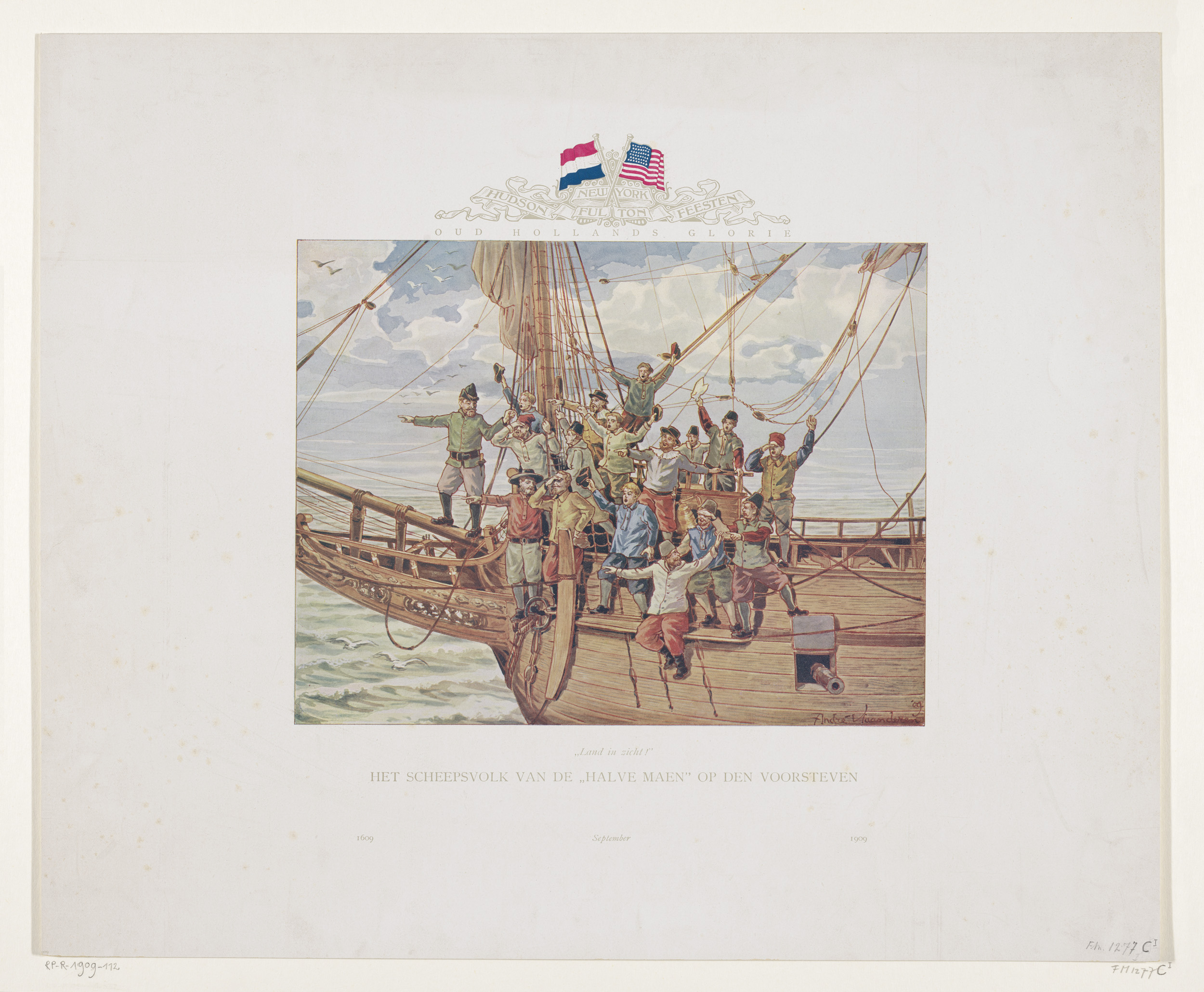
Het schip van Henry Hudson, de Halve Maen, nadert de Noord-Amerikaanse kust, 1609, dessin, 1909.

De père inconnu, André Vlaanderen perd sa mère Anna Louisa Laura Agneta Vlaanderen le 10 juillet 1883 et est placé au Walen-Weeshuis, un pensionnnat protestant.
De 1895 à 1898, il suit des cours de lithographie à la Teekenschool voor Kunstambachten (nl). En 1897, il s'inscrit à la Rijksacademie voor Beeldende Kunsten d'Amsterdam.
Il quitte le pensionnat en 1899 est engagé au bureau d'architectes d'Eduard Cuypers où il gère la rubrique publicité de la revue Het Huis puis Het Huis Oud en Nieuw. Entre 1904 et 1910 il donne des cours du soir à la Kunstnijverheidsschool Quellinus Amsterdam.
Il quitte Cuypers en 1905 pour s'installer à son compte et produire principalement des illustrations publicitaires. Dans les années 1910 et 1920, il réalise ainsi plus de 500 publicités pour différents magazines, dont Kampioen de l'ANWB (nl), l’Avrobode, le programme télé imprimé par l'AVRO — dont il a par ailleurs dessiné le logo dans le style art déco —, et De Bedrijfsadvertise.
À partir de 1913, il collabora aussi avec la Koninklijke Weverij Van Dijk (nl) à Eindhoven, spécialisée en banderoles commémoratives ; elle utilisera ainsi des dessins de Vlaanderen pour le centenaire de l'indépendance néerlandaise (1913), de la Belgique Resurgat (1918-1919), la Conférence de la paix de Paris (1919-1920), les 25 ans de règne de Wilhelmine (1923), le premier vol Amsterdam-Batavia (1924), la course aérienne Londres-Melbourne (1934), etc.
En 1914, il est mobilisé dans le Fort de Velsen (nl), où il meuble le hangar de montagne avec des panneaux décoratifs en guise de théâtre. La même année et sporadiquement jusqu'en 1953, il illustre les supports publicitaires du fabricant de vélos Gazelle à Dieren pour laquelle il crée le personnage Piet Pelle (nl).
Il a en outre dessiné de nombreuses reliures, couvertures et illustrations pour une cinquantaine d'éditeurs ; 205 travaux sont bien identifiés, dont Tourisme antique : roman de l'Égypte ancienne de Louis Couperus. On connait également 27 posters qu'il a dessinés.

### Bruges
En août 1929, sans rompre ses liens avec les Pays-Bas, André Vlaanderen s'installe en Belgique, d'abord à Gand puis, un an plus tard, à Saint-André ; en 1939, il s'installe à Assebroek (Bruges), Spiegelrei n° 23 où il reste jusqu'à sa mort.
Il intègre rapidement le monde artistique brugeois et l'association informelle d'artistes De Maffia (nl). Il dessine et réalise des aquarelles à partir de vues de la ville de Bruges, dans la mouvance de l'école de Bruges (De Brugse school).
Entre 1940 et 1945, il dessine 160 ex-libris, rassemblés dans un volume en 1946.
En 1954, une exposition rétrospective rassemble à Bruges 71 peintures, dessins à la craie, aquarelles et lithographies.

### Famille
André Vlaanderen a épousé Augusta Varangot (1882-1976) en 1916, rencontrée au pensionnat ; ils ont eu deux filles. Il s'est marié une seconde fois, avec Petronella Andringa (Amsterdam, 1882 - Bruges, 1948), avec laquelle il a eu trois enfants.

## Publications
- Het letterteekenen en letters in hun praktische, ornamentele en decoratieve toepassing, een vakboek, Amsterdam, 1933.
- Het ex-libris, voorwerp van zinrijke kleinkunst. In : Hedendaagsche Kunst, 1936.
- Zwart op Wit, handleiding bij het penteekenen en aanverwante illustratietechnieken, Antwerpen, 1941.
- A. Vlaanderen (éd.), Kort begrip en toepassing van de grondbeginselen der perspectief voor schilders  en teekenaars, C. Farcy, 1942.
- Teekens en symbolen, Amsterdam, weduwe J. Ahrend en zoon, 1946.
- Het zien van kunst en de kunst van het zien, 1951.
- A. Vlaanderen, De zin van het ex-libris en van het ex-libris verzamelen, Antwerpen, Boekuil en Kaveel, 1945, 141 p., 12,5 x 16 cm, ill.